# Herwig Birg

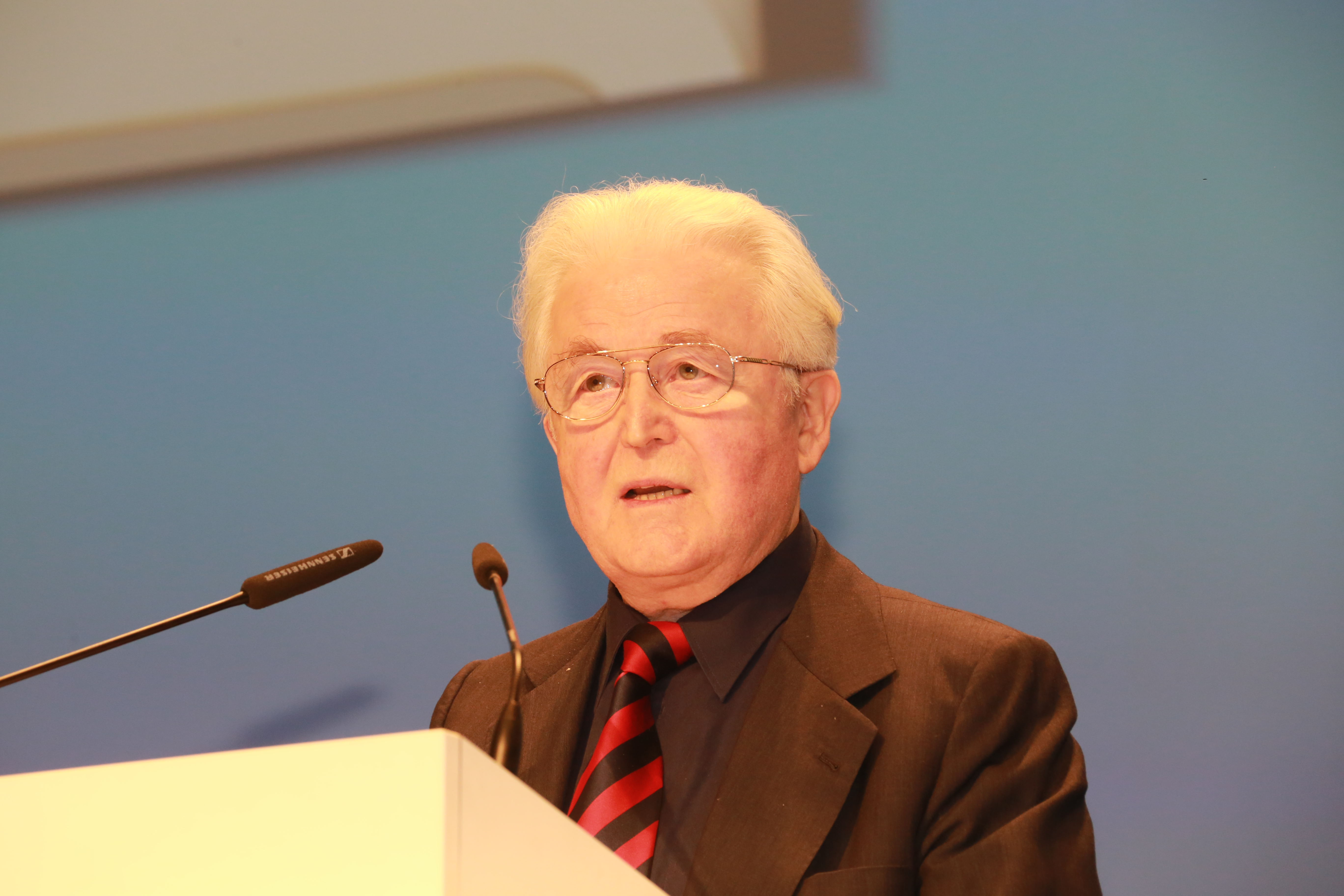
Herwig Birg, 2015

Herwig Birg (* 4. Januar 1939 in Novi Kozarci (deutsch: Heufeld), Banat, Jugoslawien, heute Serbien) ist ein deutscher Bevölkerungswissenschaftler.

## Werdegang
Nach seinem Abitur im Jahre 1959 studierte er zunächst an der Technischen Hochschule Stuttgart und an der Hochschule für Gestaltung Ulm. Ab 1962 nahm Herwig Birg ein Studium der Volkswirtschaftslehre an der Freien Universität Berlin auf. Im Jahre 1970 erfolgte seine Promotion zum Dr. rer. pol. an der Freien Universität Berlin.
Ab Ende der 1960er Jahre bis zum Anfang der 1980er Jahre war Herwig Birg sowohl forschend am Deutschen Institut für Wirtschaftsforschung in Berlin als auch lehrend an Berliner Universitäten und Hochschulen tätig. 1979 wurde er am Fachbereich für Gesellschafts- und Planungswissenschaften der Technischen Universität Berlin habilitiert.
Im Zeitraum von 1981 bis 2004 hatte er einen Lehrstuhl für Bevölkerungswissenschaft an der Universität Bielefeld inne und war dort Geschäftsführender Direktor des Instituts für Bevölkerungsforschung und Sozialpolitik (IBS).
Seit 2004 ist er – neben seiner breitgefächerten Vortragstätigkeit – für verschiedene Auftraggeber forschend und beratend tätig. Er ist Beirat im Verband kinderreicher Familien Deutschland und Mitglied des Münchner Finance Forums e. V.
Herwig Birg ist seit 1969 mit Ursula Birg, geb. Gorr, verheiratet.

## Rezeption
Birg gehörte in den 2000er Jahren zu den medial einflussreichsten Bevölkerungsforschern Deutschlands. So publizierte er in der Frankfurter Allgemeinen Zeitung 2005/06 einen zehnteiligen Grundkurs Demographie. Angesichts des von ihm als Katastrophe gezeichneten Geburtenrückgangs vor allem in Ostdeutschland forderte er ein „ökologisch nachhaltiges Handeln“, um den „Menschen als natürliche Spezies“ zu erhalten. Im Kontext solcher Debattenbeiträge zur demographischen Entwicklung in Deutschland warf ihm Björn Schwentker vor, seine Interpretation des demographischen Wandels neige zur Dramatisierung und werde in unguter Weise von der NPD aufgegriffen.
Im Jahr der Flüchtlingskrise in Deutschland stellte Birg seine Thesen zur Zuwanderungspolitik beim Essener Bundesparteitag der AfD im Juli 2015 vor. Teile seiner kritischen Analysen zur Migration sollen anschließend von der AfD übernommen worden sein.

## Auszeichnungen
- 1986 August-Lösch-Preis

## Schriften (Auswahl)
- Biographische Theorie der demographischen Reproduktion (Forschungsberichte des IBS). Campus Verlag 1991, mit Ernst-Jürgen Flöthmann und Iris Reiter
- Die demographische Zeitenwende. Der Bevölkerungsrückgang in Deutschland und Europa. C.H.Beck, Oktober 2001, ISBN 3406475523
- Auswirkungen und Kosten der Zuwanderung nach Deutschland. IBS-Materialien; 49. Institut für Bevölkerungsforschung und Sozialpolitik, 2002. ISBN 3-923340-43-5 (pdf online)
- Die Weltbevölkerung: Dynamik und Gefahren. C.H.Beck, 2004, ISBN 3406519199
- Die ausgefallene Generation. Was die Demographie über unsere Zukunft sagt. C.H.Beck, Oktober 2005 (2. Aufl. 2006, ISBN 978-3406537493)
- Auswirkungen der demographischen Alterung und der Bevölkerungsschrumpfung auf Wirtschaft, Staat und Gesellschaft. Lit Verlag, April 2005
- Die alternde Republik und das Versagen der Politik. Eine demografische Prognose. Lit Verlag, 2014, ISBN 978-3-643-12827-0